# کاروانسرای قوژد
کاروانسرا قوژد مربوط به دوره قاجار است و در شهرستان گناباد، بخش مرکزی، روستای قوژد واقع شده و این اثر در تاریخ ۲۵ اسفند ۱۳۸۰ با شمارهٔ ثبت ۵۱۴۱ به‌عنوان یکی از آثار ملی ایران به ثبت رسیده است.